# Renegade (Thin Lizzy)
Renegade è l'undicesimo album in studio dei Thin Lizzy, pubblicato il 15 novembre 1981.

## Tracce
1. Angel of Death (Lynott, Wharton) – 6:18
2. Renegade (Lynott, White) – 6:08
3. The Pressure Will Blow (Gorham, Lynott) – 3:46
4. Leave This Town (Gorham, Lynott) – 3:49
5. Hollywood (Down on Your Luck) (Gorham, Lynott) – 4:10
6. No One Told Him (Gorham, Lynott) – 3:36
7. Fats (Lynott, White) – 4:04
8. Mexican Blood (Lynott) – 3:41
9. It's Getting Dangerous (Gorham, Lynott) – 5:30

## Formazione
- Phil Lynott: basso, voce
- Scott Gorham: chitarra, voce
- Darren Wharton: tastiera, organo, voce
- Brian Downey: batteria, percussioni
- Snowy White: chitarra, voce